# Сухопутные войска Боливии
Сухопутные войска Боливии (исп. Ejército de Bolivia) — сухопутное подразделение вооруженных сил Боливии. Цифры о численности и составе боливийской армии значительно разнятся, и по некоторым оценкам могут насчитывать от  26 000 до 60 000 человек.

## Боевой состав
- 2 бронетанковые группы;
- 1 моторизованный полк (2 батальона);
- 1 полк президентской гвардии;
- 10 дивизий смешанного состава, включающих 8 кавалерийских групп (2 моторизованы), 22 пехотных батальона (в том числе 3 батальона «рейнжер», 5 стрелковых и 3 батальона специального назначения), 1 бронетанковую группу, Артиллерийский полк, 1 парашютный и 6 инженерных батальонов.
- Вооружение сухопутных войск: 36 легких танков «Кирасир»;
- БТР и БМП: 10 БТР V-100 «Коммандо», 40 БТР М113, 24 БТР «Моваг», 24 ЕЕ-11 «Уруту»;
- БРМ: 24 БРМ ЕЕ-9 «Каскавел»;
- полевая артиллерия: гаубицы и пушки: 6 75-мм гаубиц М116, 4 105-мм гаубиц М105; минометы: около 250 минометов калибра 81 и 107 мм; безоткатные орудия: 50 орудий калибра 90 мм и 30 орудий калибра 106 мм;